# Гутгарта-2 тема
Те́ма Гу́тгарта-2 — тема в шаховій композиції. Суть теми — чорна зв'язана фігура іде по лінії зв'язки і ховається за іншу фігуру, в результаті чого ця чорна фігура стає недосяжною (перекритою) для певної стратегічної лінії. Після цього білі при оголошенні мату опосередковано (непрямо) розв'язують цю тематичну фігуру.

## Історія
На цю ідею в 1917 році склав задачу шаховий композитор з Нідерландів Гаргардус Гутгарт (04.09.1892 — 17.05.1969).
Зміст теми подібний до змісту теми Гутгарта-1, але додатково тематична зв'язана чорна фігура рухається по лінії зв'язки. Чорна лінійна фігура, яка зв'язана білими, захищаючись від загрози, рухається по лінії зв'язки, і зупинившись на певному полі, опиняється схованою за другою фігурою і не може контролювати певну стратегічну лінію. Проходить пасивне перекриття. Білі використовують це перекриття, і непрямо (опосередковано) розв'язують тематичну чорну фігуру і оголошують батарейний мат по лінії, виключеній від чорної фігури. Оскільки лінія перекрита, чорна розв'язана фігура не може перешкодити оголошенню мату.
Оскільки є ще одна тема цього проблеміста, ця ідея дістала назву — тема Гутгарта-2.
|   | a | b | c | d | e | f | g | h |   |
| 8 | d8 чорна тура · g8 чорний слон · d7 чорний пішак · f7 білий пішак · g7 білий король · a6 білий кінь · c6 чорний пішак · d6 чорний король · e6 чорна тура · h6 біла тура · e5 чорний пішак · f5 білий пішак · b4 білий пішак · d4 чорний ферзь · e4 чорний пішак · g4 білий пішак · h4 білий слон · d3 білий кінь · e3 чорний пішак · f3 білий пішак · g3 білий ферзь · a2 білий слон · d1 біла тура | d8 чорна тура · g8 чорний слон · d7 чорний пішак · f7 білий пішак · g7 білий король · a6 білий кінь · c6 чорний пішак · d6 чорний король · e6 чорна тура · h6 біла тура · e5 чорний пішак · f5 білий пішак · b4 білий пішак · d4 чорний ферзь · e4 чорний пішак · g4 білий пішак · h4 білий слон · d3 білий кінь · e3 чорний пішак · f3 білий пішак · g3 білий ферзь · a2 білий слон · d1 біла тура | d8 чорна тура · g8 чорний слон · d7 чорний пішак · f7 білий пішак · g7 білий король · a6 білий кінь · c6 чорний пішак · d6 чорний король · e6 чорна тура · h6 біла тура · e5 чорний пішак · f5 білий пішак · b4 білий пішак · d4 чорний ферзь · e4 чорний пішак · g4 білий пішак · h4 білий слон · d3 білий кінь · e3 чорний пішак · f3 білий пішак · g3 білий ферзь · a2 білий слон · d1 біла тура | d8 чорна тура · g8 чорний слон · d7 чорний пішак · f7 білий пішак · g7 білий король · a6 білий кінь · c6 чорний пішак · d6 чорний король · e6 чорна тура · h6 біла тура · e5 чорний пішак · f5 білий пішак · b4 білий пішак · d4 чорний ферзь · e4 чорний пішак · g4 білий пішак · h4 білий слон · d3 білий кінь · e3 чорний пішак · f3 білий пішак · g3 білий ферзь · a2 білий слон · d1 біла тура | d8 чорна тура · g8 чорний слон · d7 чорний пішак · f7 білий пішак · g7 білий король · a6 білий кінь · c6 чорний пішак · d6 чорний король · e6 чорна тура · h6 біла тура · e5 чорний пішак · f5 білий пішак · b4 білий пішак · d4 чорний ферзь · e4 чорний пішак · g4 білий пішак · h4 білий слон · d3 білий кінь · e3 чорний пішак · f3 білий пішак · g3 білий ферзь · a2 білий слон · d1 біла тура | d8 чорна тура · g8 чорний слон · d7 чорний пішак · f7 білий пішак · g7 білий король · a6 білий кінь · c6 чорний пішак · d6 чорний король · e6 чорна тура · h6 біла тура · e5 чорний пішак · f5 білий пішак · b4 білий пішак · d4 чорний ферзь · e4 чорний пішак · g4 білий пішак · h4 білий слон · d3 білий кінь · e3 чорний пішак · f3 білий пішак · g3 білий ферзь · a2 білий слон · d1 біла тура | d8 чорна тура · g8 чорний слон · d7 чорний пішак · f7 білий пішак · g7 білий король · a6 білий кінь · c6 чорний пішак · d6 чорний король · e6 чорна тура · h6 біла тура · e5 чорний пішак · f5 білий пішак · b4 білий пішак · d4 чорний ферзь · e4 чорний пішак · g4 білий пішак · h4 білий слон · d3 білий кінь · e3 чорний пішак · f3 білий пішак · g3 білий ферзь · a2 білий слон · d1 біла тура | d8 чорна тура · g8 чорний слон · d7 чорний пішак · f7 білий пішак · g7 білий король · a6 білий кінь · c6 чорний пішак · d6 чорний король · e6 чорна тура · h6 біла тура · e5 чорний пішак · f5 білий пішак · b4 білий пішак · d4 чорний ферзь · e4 чорний пішак · g4 білий пішак · h4 білий слон · d3 білий кінь · e3 чорний пішак · f3 білий пішак · g3 білий ферзь · a2 білий слон · d1 біла тура | 8 |
| 7 | d8 чорна тура · g8 чорний слон · d7 чорний пішак · f7 білий пішак · g7 білий король · a6 білий кінь · c6 чорний пішак · d6 чорний король · e6 чорна тура · h6 біла тура · e5 чорний пішак · f5 білий пішак · b4 білий пішак · d4 чорний ферзь · e4 чорний пішак · g4 білий пішак · h4 білий слон · d3 білий кінь · e3 чорний пішак · f3 білий пішак · g3 білий ферзь · a2 білий слон · d1 біла тура | d8 чорна тура · g8 чорний слон · d7 чорний пішак · f7 білий пішак · g7 білий король · a6 білий кінь · c6 чорний пішак · d6 чорний король · e6 чорна тура · h6 біла тура · e5 чорний пішак · f5 білий пішак · b4 білий пішак · d4 чорний ферзь · e4 чорний пішак · g4 білий пішак · h4 білий слон · d3 білий кінь · e3 чорний пішак · f3 білий пішак · g3 білий ферзь · a2 білий слон · d1 біла тура | d8 чорна тура · g8 чорний слон · d7 чорний пішак · f7 білий пішак · g7 білий король · a6 білий кінь · c6 чорний пішак · d6 чорний король · e6 чорна тура · h6 біла тура · e5 чорний пішак · f5 білий пішак · b4 білий пішак · d4 чорний ферзь · e4 чорний пішак · g4 білий пішак · h4 білий слон · d3 білий кінь · e3 чорний пішак · f3 білий пішак · g3 білий ферзь · a2 білий слон · d1 біла тура | d8 чорна тура · g8 чорний слон · d7 чорний пішак · f7 білий пішак · g7 білий король · a6 білий кінь · c6 чорний пішак · d6 чорний король · e6 чорна тура · h6 біла тура · e5 чорний пішак · f5 білий пішак · b4 білий пішак · d4 чорний ферзь · e4 чорний пішак · g4 білий пішак · h4 білий слон · d3 білий кінь · e3 чорний пішак · f3 білий пішак · g3 білий ферзь · a2 білий слон · d1 біла тура | d8 чорна тура · g8 чорний слон · d7 чорний пішак · f7 білий пішак · g7 білий король · a6 білий кінь · c6 чорний пішак · d6 чорний король · e6 чорна тура · h6 біла тура · e5 чорний пішак · f5 білий пішак · b4 білий пішак · d4 чорний ферзь · e4 чорний пішак · g4 білий пішак · h4 білий слон · d3 білий кінь · e3 чорний пішак · f3 білий пішак · g3 білий ферзь · a2 білий слон · d1 біла тура | d8 чорна тура · g8 чорний слон · d7 чорний пішак · f7 білий пішак · g7 білий король · a6 білий кінь · c6 чорний пішак · d6 чорний король · e6 чорна тура · h6 біла тура · e5 чорний пішак · f5 білий пішак · b4 білий пішак · d4 чорний ферзь · e4 чорний пішак · g4 білий пішак · h4 білий слон · d3 білий кінь · e3 чорний пішак · f3 білий пішак · g3 білий ферзь · a2 білий слон · d1 біла тура | d8 чорна тура · g8 чорний слон · d7 чорний пішак · f7 білий пішак · g7 білий король · a6 білий кінь · c6 чорний пішак · d6 чорний король · e6 чорна тура · h6 біла тура · e5 чорний пішак · f5 білий пішак · b4 білий пішак · d4 чорний ферзь · e4 чорний пішак · g4 білий пішак · h4 білий слон · d3 білий кінь · e3 чорний пішак · f3 білий пішак · g3 білий ферзь · a2 білий слон · d1 біла тура | d8 чорна тура · g8 чорний слон · d7 чорний пішак · f7 білий пішак · g7 білий король · a6 білий кінь · c6 чорний пішак · d6 чорний король · e6 чорна тура · h6 біла тура · e5 чорний пішак · f5 білий пішак · b4 білий пішак · d4 чорний ферзь · e4 чорний пішак · g4 білий пішак · h4 білий слон · d3 білий кінь · e3 чорний пішак · f3 білий пішак · g3 білий ферзь · a2 білий слон · d1 біла тура | 7 |
| 6 | d8 чорна тура · g8 чорний слон · d7 чорний пішак · f7 білий пішак · g7 білий король · a6 білий кінь · c6 чорний пішак · d6 чорний король · e6 чорна тура · h6 біла тура · e5 чорний пішак · f5 білий пішак · b4 білий пішак · d4 чорний ферзь · e4 чорний пішак · g4 білий пішак · h4 білий слон · d3 білий кінь · e3 чорний пішак · f3 білий пішак · g3 білий ферзь · a2 білий слон · d1 біла тура | d8 чорна тура · g8 чорний слон · d7 чорний пішак · f7 білий пішак · g7 білий король · a6 білий кінь · c6 чорний пішак · d6 чорний король · e6 чорна тура · h6 біла тура · e5 чорний пішак · f5 білий пішак · b4 білий пішак · d4 чорний ферзь · e4 чорний пішак · g4 білий пішак · h4 білий слон · d3 білий кінь · e3 чорний пішак · f3 білий пішак · g3 білий ферзь · a2 білий слон · d1 біла тура | d8 чорна тура · g8 чорний слон · d7 чорний пішак · f7 білий пішак · g7 білий король · a6 білий кінь · c6 чорний пішак · d6 чорний король · e6 чорна тура · h6 біла тура · e5 чорний пішак · f5 білий пішак · b4 білий пішак · d4 чорний ферзь · e4 чорний пішак · g4 білий пішак · h4 білий слон · d3 білий кінь · e3 чорний пішак · f3 білий пішак · g3 білий ферзь · a2 білий слон · d1 біла тура | d8 чорна тура · g8 чорний слон · d7 чорний пішак · f7 білий пішак · g7 білий король · a6 білий кінь · c6 чорний пішак · d6 чорний король · e6 чорна тура · h6 біла тура · e5 чорний пішак · f5 білий пішак · b4 білий пішак · d4 чорний ферзь · e4 чорний пішак · g4 білий пішак · h4 білий слон · d3 білий кінь · e3 чорний пішак · f3 білий пішак · g3 білий ферзь · a2 білий слон · d1 біла тура | d8 чорна тура · g8 чорний слон · d7 чорний пішак · f7 білий пішак · g7 білий король · a6 білий кінь · c6 чорний пішак · d6 чорний король · e6 чорна тура · h6 біла тура · e5 чорний пішак · f5 білий пішак · b4 білий пішак · d4 чорний ферзь · e4 чорний пішак · g4 білий пішак · h4 білий слон · d3 білий кінь · e3 чорний пішак · f3 білий пішак · g3 білий ферзь · a2 білий слон · d1 біла тура | d8 чорна тура · g8 чорний слон · d7 чорний пішак · f7 білий пішак · g7 білий король · a6 білий кінь · c6 чорний пішак · d6 чорний король · e6 чорна тура · h6 біла тура · e5 чорний пішак · f5 білий пішак · b4 білий пішак · d4 чорний ферзь · e4 чорний пішак · g4 білий пішак · h4 білий слон · d3 білий кінь · e3 чорний пішак · f3 білий пішак · g3 білий ферзь · a2 білий слон · d1 біла тура | d8 чорна тура · g8 чорний слон · d7 чорний пішак · f7 білий пішак · g7 білий король · a6 білий кінь · c6 чорний пішак · d6 чорний король · e6 чорна тура · h6 біла тура · e5 чорний пішак · f5 білий пішак · b4 білий пішак · d4 чорний ферзь · e4 чорний пішак · g4 білий пішак · h4 білий слон · d3 білий кінь · e3 чорний пішак · f3 білий пішак · g3 білий ферзь · a2 білий слон · d1 біла тура | d8 чорна тура · g8 чорний слон · d7 чорний пішак · f7 білий пішак · g7 білий король · a6 білий кінь · c6 чорний пішак · d6 чорний король · e6 чорна тура · h6 біла тура · e5 чорний пішак · f5 білий пішак · b4 білий пішак · d4 чорний ферзь · e4 чорний пішак · g4 білий пішак · h4 білий слон · d3 білий кінь · e3 чорний пішак · f3 білий пішак · g3 білий ферзь · a2 білий слон · d1 біла тура | 6 |
| 5 | d8 чорна тура · g8 чорний слон · d7 чорний пішак · f7 білий пішак · g7 білий король · a6 білий кінь · c6 чорний пішак · d6 чорний король · e6 чорна тура · h6 біла тура · e5 чорний пішак · f5 білий пішак · b4 білий пішак · d4 чорний ферзь · e4 чорний пішак · g4 білий пішак · h4 білий слон · d3 білий кінь · e3 чорний пішак · f3 білий пішак · g3 білий ферзь · a2 білий слон · d1 біла тура | d8 чорна тура · g8 чорний слон · d7 чорний пішак · f7 білий пішак · g7 білий король · a6 білий кінь · c6 чорний пішак · d6 чорний король · e6 чорна тура · h6 біла тура · e5 чорний пішак · f5 білий пішак · b4 білий пішак · d4 чорний ферзь · e4 чорний пішак · g4 білий пішак · h4 білий слон · d3 білий кінь · e3 чорний пішак · f3 білий пішак · g3 білий ферзь · a2 білий слон · d1 біла тура | d8 чорна тура · g8 чорний слон · d7 чорний пішак · f7 білий пішак · g7 білий король · a6 білий кінь · c6 чорний пішак · d6 чорний король · e6 чорна тура · h6 біла тура · e5 чорний пішак · f5 білий пішак · b4 білий пішак · d4 чорний ферзь · e4 чорний пішак · g4 білий пішак · h4 білий слон · d3 білий кінь · e3 чорний пішак · f3 білий пішак · g3 білий ферзь · a2 білий слон · d1 біла тура | d8 чорна тура · g8 чорний слон · d7 чорний пішак · f7 білий пішак · g7 білий король · a6 білий кінь · c6 чорний пішак · d6 чорний король · e6 чорна тура · h6 біла тура · e5 чорний пішак · f5 білий пішак · b4 білий пішак · d4 чорний ферзь · e4 чорний пішак · g4 білий пішак · h4 білий слон · d3 білий кінь · e3 чорний пішак · f3 білий пішак · g3 білий ферзь · a2 білий слон · d1 біла тура | d8 чорна тура · g8 чорний слон · d7 чорний пішак · f7 білий пішак · g7 білий король · a6 білий кінь · c6 чорний пішак · d6 чорний король · e6 чорна тура · h6 біла тура · e5 чорний пішак · f5 білий пішак · b4 білий пішак · d4 чорний ферзь · e4 чорний пішак · g4 білий пішак · h4 білий слон · d3 білий кінь · e3 чорний пішак · f3 білий пішак · g3 білий ферзь · a2 білий слон · d1 біла тура | d8 чорна тура · g8 чорний слон · d7 чорний пішак · f7 білий пішак · g7 білий король · a6 білий кінь · c6 чорний пішак · d6 чорний король · e6 чорна тура · h6 біла тура · e5 чорний пішак · f5 білий пішак · b4 білий пішак · d4 чорний ферзь · e4 чорний пішак · g4 білий пішак · h4 білий слон · d3 білий кінь · e3 чорний пішак · f3 білий пішак · g3 білий ферзь · a2 білий слон · d1 біла тура | d8 чорна тура · g8 чорний слон · d7 чорний пішак · f7 білий пішак · g7 білий король · a6 білий кінь · c6 чорний пішак · d6 чорний король · e6 чорна тура · h6 біла тура · e5 чорний пішак · f5 білий пішак · b4 білий пішак · d4 чорний ферзь · e4 чорний пішак · g4 білий пішак · h4 білий слон · d3 білий кінь · e3 чорний пішак · f3 білий пішак · g3 білий ферзь · a2 білий слон · d1 біла тура | d8 чорна тура · g8 чорний слон · d7 чорний пішак · f7 білий пішак · g7 білий король · a6 білий кінь · c6 чорний пішак · d6 чорний король · e6 чорна тура · h6 біла тура · e5 чорний пішак · f5 білий пішак · b4 білий пішак · d4 чорний ферзь · e4 чорний пішак · g4 білий пішак · h4 білий слон · d3 білий кінь · e3 чорний пішак · f3 білий пішак · g3 білий ферзь · a2 білий слон · d1 біла тура | 5 |
| 4 | d8 чорна тура · g8 чорний слон · d7 чорний пішак · f7 білий пішак · g7 білий король · a6 білий кінь · c6 чорний пішак · d6 чорний король · e6 чорна тура · h6 біла тура · e5 чорний пішак · f5 білий пішак · b4 білий пішак · d4 чорний ферзь · e4 чорний пішак · g4 білий пішак · h4 білий слон · d3 білий кінь · e3 чорний пішак · f3 білий пішак · g3 білий ферзь · a2 білий слон · d1 біла тура | d8 чорна тура · g8 чорний слон · d7 чорний пішак · f7 білий пішак · g7 білий король · a6 білий кінь · c6 чорний пішак · d6 чорний король · e6 чорна тура · h6 біла тура · e5 чорний пішак · f5 білий пішак · b4 білий пішак · d4 чорний ферзь · e4 чорний пішак · g4 білий пішак · h4 білий слон · d3 білий кінь · e3 чорний пішак · f3 білий пішак · g3 білий ферзь · a2 білий слон · d1 біла тура | d8 чорна тура · g8 чорний слон · d7 чорний пішак · f7 білий пішак · g7 білий король · a6 білий кінь · c6 чорний пішак · d6 чорний король · e6 чорна тура · h6 біла тура · e5 чорний пішак · f5 білий пішак · b4 білий пішак · d4 чорний ферзь · e4 чорний пішак · g4 білий пішак · h4 білий слон · d3 білий кінь · e3 чорний пішак · f3 білий пішак · g3 білий ферзь · a2 білий слон · d1 біла тура | d8 чорна тура · g8 чорний слон · d7 чорний пішак · f7 білий пішак · g7 білий король · a6 білий кінь · c6 чорний пішак · d6 чорний король · e6 чорна тура · h6 біла тура · e5 чорний пішак · f5 білий пішак · b4 білий пішак · d4 чорний ферзь · e4 чорний пішак · g4 білий пішак · h4 білий слон · d3 білий кінь · e3 чорний пішак · f3 білий пішак · g3 білий ферзь · a2 білий слон · d1 біла тура | d8 чорна тура · g8 чорний слон · d7 чорний пішак · f7 білий пішак · g7 білий король · a6 білий кінь · c6 чорний пішак · d6 чорний король · e6 чорна тура · h6 біла тура · e5 чорний пішак · f5 білий пішак · b4 білий пішак · d4 чорний ферзь · e4 чорний пішак · g4 білий пішак · h4 білий слон · d3 білий кінь · e3 чорний пішак · f3 білий пішак · g3 білий ферзь · a2 білий слон · d1 біла тура | d8 чорна тура · g8 чорний слон · d7 чорний пішак · f7 білий пішак · g7 білий король · a6 білий кінь · c6 чорний пішак · d6 чорний король · e6 чорна тура · h6 біла тура · e5 чорний пішак · f5 білий пішак · b4 білий пішак · d4 чорний ферзь · e4 чорний пішак · g4 білий пішак · h4 білий слон · d3 білий кінь · e3 чорний пішак · f3 білий пішак · g3 білий ферзь · a2 білий слон · d1 біла тура | d8 чорна тура · g8 чорний слон · d7 чорний пішак · f7 білий пішак · g7 білий король · a6 білий кінь · c6 чорний пішак · d6 чорний король · e6 чорна тура · h6 біла тура · e5 чорний пішак · f5 білий пішак · b4 білий пішак · d4 чорний ферзь · e4 чорний пішак · g4 білий пішак · h4 білий слон · d3 білий кінь · e3 чорний пішак · f3 білий пішак · g3 білий ферзь · a2 білий слон · d1 біла тура | d8 чорна тура · g8 чорний слон · d7 чорний пішак · f7 білий пішак · g7 білий король · a6 білий кінь · c6 чорний пішак · d6 чорний король · e6 чорна тура · h6 біла тура · e5 чорний пішак · f5 білий пішак · b4 білий пішак · d4 чорний ферзь · e4 чорний пішак · g4 білий пішак · h4 білий слон · d3 білий кінь · e3 чорний пішак · f3 білий пішак · g3 білий ферзь · a2 білий слон · d1 біла тура | 4 |
| 3 | d8 чорна тура · g8 чорний слон · d7 чорний пішак · f7 білий пішак · g7 білий король · a6 білий кінь · c6 чорний пішак · d6 чорний король · e6 чорна тура · h6 біла тура · e5 чорний пішак · f5 білий пішак · b4 білий пішак · d4 чорний ферзь · e4 чорний пішак · g4 білий пішак · h4 білий слон · d3 білий кінь · e3 чорний пішак · f3 білий пішак · g3 білий ферзь · a2 білий слон · d1 біла тура | d8 чорна тура · g8 чорний слон · d7 чорний пішак · f7 білий пішак · g7 білий король · a6 білий кінь · c6 чорний пішак · d6 чорний король · e6 чорна тура · h6 біла тура · e5 чорний пішак · f5 білий пішак · b4 білий пішак · d4 чорний ферзь · e4 чорний пішак · g4 білий пішак · h4 білий слон · d3 білий кінь · e3 чорний пішак · f3 білий пішак · g3 білий ферзь · a2 білий слон · d1 біла тура | d8 чорна тура · g8 чорний слон · d7 чорний пішак · f7 білий пішак · g7 білий король · a6 білий кінь · c6 чорний пішак · d6 чорний король · e6 чорна тура · h6 біла тура · e5 чорний пішак · f5 білий пішак · b4 білий пішак · d4 чорний ферзь · e4 чорний пішак · g4 білий пішак · h4 білий слон · d3 білий кінь · e3 чорний пішак · f3 білий пішак · g3 білий ферзь · a2 білий слон · d1 біла тура | d8 чорна тура · g8 чорний слон · d7 чорний пішак · f7 білий пішак · g7 білий король · a6 білий кінь · c6 чорний пішак · d6 чорний король · e6 чорна тура · h6 біла тура · e5 чорний пішак · f5 білий пішак · b4 білий пішак · d4 чорний ферзь · e4 чорний пішак · g4 білий пішак · h4 білий слон · d3 білий кінь · e3 чорний пішак · f3 білий пішак · g3 білий ферзь · a2 білий слон · d1 біла тура | d8 чорна тура · g8 чорний слон · d7 чорний пішак · f7 білий пішак · g7 білий король · a6 білий кінь · c6 чорний пішак · d6 чорний король · e6 чорна тура · h6 біла тура · e5 чорний пішак · f5 білий пішак · b4 білий пішак · d4 чорний ферзь · e4 чорний пішак · g4 білий пішак · h4 білий слон · d3 білий кінь · e3 чорний пішак · f3 білий пішак · g3 білий ферзь · a2 білий слон · d1 біла тура | d8 чорна тура · g8 чорний слон · d7 чорний пішак · f7 білий пішак · g7 білий король · a6 білий кінь · c6 чорний пішак · d6 чорний король · e6 чорна тура · h6 біла тура · e5 чорний пішак · f5 білий пішак · b4 білий пішак · d4 чорний ферзь · e4 чорний пішак · g4 білий пішак · h4 білий слон · d3 білий кінь · e3 чорний пішак · f3 білий пішак · g3 білий ферзь · a2 білий слон · d1 біла тура | d8 чорна тура · g8 чорний слон · d7 чорний пішак · f7 білий пішак · g7 білий король · a6 білий кінь · c6 чорний пішак · d6 чорний король · e6 чорна тура · h6 біла тура · e5 чорний пішак · f5 білий пішак · b4 білий пішак · d4 чорний ферзь · e4 чорний пішак · g4 білий пішак · h4 білий слон · d3 білий кінь · e3 чорний пішак · f3 білий пішак · g3 білий ферзь · a2 білий слон · d1 біла тура | d8 чорна тура · g8 чорний слон · d7 чорний пішак · f7 білий пішак · g7 білий король · a6 білий кінь · c6 чорний пішак · d6 чорний король · e6 чорна тура · h6 біла тура · e5 чорний пішак · f5 білий пішак · b4 білий пішак · d4 чорний ферзь · e4 чорний пішак · g4 білий пішак · h4 білий слон · d3 білий кінь · e3 чорний пішак · f3 білий пішак · g3 білий ферзь · a2 білий слон · d1 біла тура | 3 |
| 2 | d8 чорна тура · g8 чорний слон · d7 чорний пішак · f7 білий пішак · g7 білий король · a6 білий кінь · c6 чорний пішак · d6 чорний король · e6 чорна тура · h6 біла тура · e5 чорний пішак · f5 білий пішак · b4 білий пішак · d4 чорний ферзь · e4 чорний пішак · g4 білий пішак · h4 білий слон · d3 білий кінь · e3 чорний пішак · f3 білий пішак · g3 білий ферзь · a2 білий слон · d1 біла тура | d8 чорна тура · g8 чорний слон · d7 чорний пішак · f7 білий пішак · g7 білий король · a6 білий кінь · c6 чорний пішак · d6 чорний король · e6 чорна тура · h6 біла тура · e5 чорний пішак · f5 білий пішак · b4 білий пішак · d4 чорний ферзь · e4 чорний пішак · g4 білий пішак · h4 білий слон · d3 білий кінь · e3 чорний пішак · f3 білий пішак · g3 білий ферзь · a2 білий слон · d1 біла тура | d8 чорна тура · g8 чорний слон · d7 чорний пішак · f7 білий пішак · g7 білий король · a6 білий кінь · c6 чорний пішак · d6 чорний король · e6 чорна тура · h6 біла тура · e5 чорний пішак · f5 білий пішак · b4 білий пішак · d4 чорний ферзь · e4 чорний пішак · g4 білий пішак · h4 білий слон · d3 білий кінь · e3 чорний пішак · f3 білий пішак · g3 білий ферзь · a2 білий слон · d1 біла тура | d8 чорна тура · g8 чорний слон · d7 чорний пішак · f7 білий пішак · g7 білий король · a6 білий кінь · c6 чорний пішак · d6 чорний король · e6 чорна тура · h6 біла тура · e5 чорний пішак · f5 білий пішак · b4 білий пішак · d4 чорний ферзь · e4 чорний пішак · g4 білий пішак · h4 білий слон · d3 білий кінь · e3 чорний пішак · f3 білий пішак · g3 білий ферзь · a2 білий слон · d1 біла тура | d8 чорна тура · g8 чорний слон · d7 чорний пішак · f7 білий пішак · g7 білий король · a6 білий кінь · c6 чорний пішак · d6 чорний король · e6 чорна тура · h6 біла тура · e5 чорний пішак · f5 білий пішак · b4 білий пішак · d4 чорний ферзь · e4 чорний пішак · g4 білий пішак · h4 білий слон · d3 білий кінь · e3 чорний пішак · f3 білий пішак · g3 білий ферзь · a2 білий слон · d1 біла тура | d8 чорна тура · g8 чорний слон · d7 чорний пішак · f7 білий пішак · g7 білий король · a6 білий кінь · c6 чорний пішак · d6 чорний король · e6 чорна тура · h6 біла тура · e5 чорний пішак · f5 білий пішак · b4 білий пішак · d4 чорний ферзь · e4 чорний пішак · g4 білий пішак · h4 білий слон · d3 білий кінь · e3 чорний пішак · f3 білий пішак · g3 білий ферзь · a2 білий слон · d1 біла тура | d8 чорна тура · g8 чорний слон · d7 чорний пішак · f7 білий пішак · g7 білий король · a6 білий кінь · c6 чорний пішак · d6 чорний король · e6 чорна тура · h6 біла тура · e5 чорний пішак · f5 білий пішак · b4 білий пішак · d4 чорний ферзь · e4 чорний пішак · g4 білий пішак · h4 білий слон · d3 білий кінь · e3 чорний пішак · f3 білий пішак · g3 білий ферзь · a2 білий слон · d1 біла тура | d8 чорна тура · g8 чорний слон · d7 чорний пішак · f7 білий пішак · g7 білий король · a6 білий кінь · c6 чорний пішак · d6 чорний король · e6 чорна тура · h6 біла тура · e5 чорний пішак · f5 білий пішак · b4 білий пішак · d4 чорний ферзь · e4 чорний пішак · g4 білий пішак · h4 білий слон · d3 білий кінь · e3 чорний пішак · f3 білий пішак · g3 білий ферзь · a2 білий слон · d1 біла тура | 2 |
| 1 | d8 чорна тура · g8 чорний слон · d7 чорний пішак · f7 білий пішак · g7 білий король · a6 білий кінь · c6 чорний пішак · d6 чорний король · e6 чорна тура · h6 біла тура · e5 чорний пішак · f5 білий пішак · b4 білий пішак · d4 чорний ферзь · e4 чорний пішак · g4 білий пішак · h4 білий слон · d3 білий кінь · e3 чорний пішак · f3 білий пішак · g3 білий ферзь · a2 білий слон · d1 біла тура | d8 чорна тура · g8 чорний слон · d7 чорний пішак · f7 білий пішак · g7 білий король · a6 білий кінь · c6 чорний пішак · d6 чорний король · e6 чорна тура · h6 біла тура · e5 чорний пішак · f5 білий пішак · b4 білий пішак · d4 чорний ферзь · e4 чорний пішак · g4 білий пішак · h4 білий слон · d3 білий кінь · e3 чорний пішак · f3 білий пішак · g3 білий ферзь · a2 білий слон · d1 біла тура | d8 чорна тура · g8 чорний слон · d7 чорний пішак · f7 білий пішак · g7 білий король · a6 білий кінь · c6 чорний пішак · d6 чорний король · e6 чорна тура · h6 біла тура · e5 чорний пішак · f5 білий пішак · b4 білий пішак · d4 чорний ферзь · e4 чорний пішак · g4 білий пішак · h4 білий слон · d3 білий кінь · e3 чорний пішак · f3 білий пішак · g3 білий ферзь · a2 білий слон · d1 біла тура | d8 чорна тура · g8 чорний слон · d7 чорний пішак · f7 білий пішак · g7 білий король · a6 білий кінь · c6 чорний пішак · d6 чорний король · e6 чорна тура · h6 біла тура · e5 чорний пішак · f5 білий пішак · b4 білий пішак · d4 чорний ферзь · e4 чорний пішак · g4 білий пішак · h4 білий слон · d3 білий кінь · e3 чорний пішак · f3 білий пішак · g3 білий ферзь · a2 білий слон · d1 біла тура | d8 чорна тура · g8 чорний слон · d7 чорний пішак · f7 білий пішак · g7 білий король · a6 білий кінь · c6 чорний пішак · d6 чорний король · e6 чорна тура · h6 біла тура · e5 чорний пішак · f5 білий пішак · b4 білий пішак · d4 чорний ферзь · e4 чорний пішак · g4 білий пішак · h4 білий слон · d3 білий кінь · e3 чорний пішак · f3 білий пішак · g3 білий ферзь · a2 білий слон · d1 біла тура | d8 чорна тура · g8 чорний слон · d7 чорний пішак · f7 білий пішак · g7 білий король · a6 білий кінь · c6 чорний пішак · d6 чорний король · e6 чорна тура · h6 біла тура · e5 чорний пішак · f5 білий пішак · b4 білий пішак · d4 чорний ферзь · e4 чорний пішак · g4 білий пішак · h4 білий слон · d3 білий кінь · e3 чорний пішак · f3 білий пішак · g3 білий ферзь · a2 білий слон · d1 біла тура | d8 чорна тура · g8 чорний слон · d7 чорний пішак · f7 білий пішак · g7 білий король · a6 білий кінь · c6 чорний пішак · d6 чорний король · e6 чорна тура · h6 біла тура · e5 чорний пішак · f5 білий пішак · b4 білий пішак · d4 чорний ферзь · e4 чорний пішак · g4 білий пішак · h4 білий слон · d3 білий кінь · e3 чорний пішак · f3 білий пішак · g3 білий ферзь · a2 білий слон · d1 біла тура | d8 чорна тура · g8 чорний слон · d7 чорний пішак · f7 білий пішак · g7 білий король · a6 білий кінь · c6 чорний пішак · d6 чорний король · e6 чорна тура · h6 біла тура · e5 чорний пішак · f5 білий пішак · b4 білий пішак · d4 чорний ферзь · e4 чорний пішак · g4 білий пішак · h4 білий слон · d3 білий кінь · e3 чорний пішак · f3 білий пішак · g3 білий ферзь · a2 білий слон · d1 біла тура | 1 |
|   | a | b | c | d | e | f | g | h |   |

FEN: 3r2b1/3p1PK1/N1pkr2R/4pP2/1P1qp1PB/3NpPQ1/B7/3R4
1. Sxe5! ~ 2. Rxd4#
1. ... Qd2 2. Sd3#
1. ... Rf6 2. Sg6#
- — - — - — -
1. ... Qd5 2. Rxd5#
Після вступного ходу білих виникає загроза. В першому тематичному варіанті чорний ферзь, рухаючись по лінії зв'язки, ховається за пішака «е3» і білий кінь оголошує батарейний мат з розв'язуванням чорного ферзя, оскільки чорний ферзь втратив контроль батарейної лінії атаки. В другому тематичному варіанті чорна тура, рухаючись по лінії зв'язки, ховається за пішака «f5» і білий кінь оголошує батарейний мат з розв'язуванням чорної тури, оскільки тура також втратила контроль батарейної лінії атаки.

## Синтез з іншими темами
Тема Гутгарта-2 може бути синтезована з іншими темами, зокрема зі спорідненою темою Гутгарта-1.
|   | a | b | c | d | e | f | g | h |   |
| 8 | c8 чорний король · d8 білий кінь · f8 білий король · h8 біла тура · a7 чорна тура · b7 чорний пішак · f7 білий пішак · b6 чорний пішак · d6 білий ферзь · e6 білий кінь · b5 чорна тура · a4 чорний слон · g4 чорний пішак · c3 чорний ферзь · h3 білий слон · c2 біла тура · h2 білий слон | c8 чорний король · d8 білий кінь · f8 білий король · h8 біла тура · a7 чорна тура · b7 чорний пішак · f7 білий пішак · b6 чорний пішак · d6 білий ферзь · e6 білий кінь · b5 чорна тура · a4 чорний слон · g4 чорний пішак · c3 чорний ферзь · h3 білий слон · c2 біла тура · h2 білий слон | c8 чорний король · d8 білий кінь · f8 білий король · h8 біла тура · a7 чорна тура · b7 чорний пішак · f7 білий пішак · b6 чорний пішак · d6 білий ферзь · e6 білий кінь · b5 чорна тура · a4 чорний слон · g4 чорний пішак · c3 чорний ферзь · h3 білий слон · c2 біла тура · h2 білий слон | c8 чорний король · d8 білий кінь · f8 білий король · h8 біла тура · a7 чорна тура · b7 чорний пішак · f7 білий пішак · b6 чорний пішак · d6 білий ферзь · e6 білий кінь · b5 чорна тура · a4 чорний слон · g4 чорний пішак · c3 чорний ферзь · h3 білий слон · c2 біла тура · h2 білий слон | c8 чорний король · d8 білий кінь · f8 білий король · h8 біла тура · a7 чорна тура · b7 чорний пішак · f7 білий пішак · b6 чорний пішак · d6 білий ферзь · e6 білий кінь · b5 чорна тура · a4 чорний слон · g4 чорний пішак · c3 чорний ферзь · h3 білий слон · c2 біла тура · h2 білий слон | c8 чорний король · d8 білий кінь · f8 білий король · h8 біла тура · a7 чорна тура · b7 чорний пішак · f7 білий пішак · b6 чорний пішак · d6 білий ферзь · e6 білий кінь · b5 чорна тура · a4 чорний слон · g4 чорний пішак · c3 чорний ферзь · h3 білий слон · c2 біла тура · h2 білий слон | c8 чорний король · d8 білий кінь · f8 білий король · h8 біла тура · a7 чорна тура · b7 чорний пішак · f7 білий пішак · b6 чорний пішак · d6 білий ферзь · e6 білий кінь · b5 чорна тура · a4 чорний слон · g4 чорний пішак · c3 чорний ферзь · h3 білий слон · c2 біла тура · h2 білий слон | c8 чорний король · d8 білий кінь · f8 білий король · h8 біла тура · a7 чорна тура · b7 чорний пішак · f7 білий пішак · b6 чорний пішак · d6 білий ферзь · e6 білий кінь · b5 чорна тура · a4 чорний слон · g4 чорний пішак · c3 чорний ферзь · h3 білий слон · c2 біла тура · h2 білий слон | 8 |
| 7 | c8 чорний король · d8 білий кінь · f8 білий король · h8 біла тура · a7 чорна тура · b7 чорний пішак · f7 білий пішак · b6 чорний пішак · d6 білий ферзь · e6 білий кінь · b5 чорна тура · a4 чорний слон · g4 чорний пішак · c3 чорний ферзь · h3 білий слон · c2 біла тура · h2 білий слон | c8 чорний король · d8 білий кінь · f8 білий король · h8 біла тура · a7 чорна тура · b7 чорний пішак · f7 білий пішак · b6 чорний пішак · d6 білий ферзь · e6 білий кінь · b5 чорна тура · a4 чорний слон · g4 чорний пішак · c3 чорний ферзь · h3 білий слон · c2 біла тура · h2 білий слон | c8 чорний король · d8 білий кінь · f8 білий король · h8 біла тура · a7 чорна тура · b7 чорний пішак · f7 білий пішак · b6 чорний пішак · d6 білий ферзь · e6 білий кінь · b5 чорна тура · a4 чорний слон · g4 чорний пішак · c3 чорний ферзь · h3 білий слон · c2 біла тура · h2 білий слон | c8 чорний король · d8 білий кінь · f8 білий король · h8 біла тура · a7 чорна тура · b7 чорний пішак · f7 білий пішак · b6 чорний пішак · d6 білий ферзь · e6 білий кінь · b5 чорна тура · a4 чорний слон · g4 чорний пішак · c3 чорний ферзь · h3 білий слон · c2 біла тура · h2 білий слон | c8 чорний король · d8 білий кінь · f8 білий король · h8 біла тура · a7 чорна тура · b7 чорний пішак · f7 білий пішак · b6 чорний пішак · d6 білий ферзь · e6 білий кінь · b5 чорна тура · a4 чорний слон · g4 чорний пішак · c3 чорний ферзь · h3 білий слон · c2 біла тура · h2 білий слон | c8 чорний король · d8 білий кінь · f8 білий король · h8 біла тура · a7 чорна тура · b7 чорний пішак · f7 білий пішак · b6 чорний пішак · d6 білий ферзь · e6 білий кінь · b5 чорна тура · a4 чорний слон · g4 чорний пішак · c3 чорний ферзь · h3 білий слон · c2 біла тура · h2 білий слон | c8 чорний король · d8 білий кінь · f8 білий король · h8 біла тура · a7 чорна тура · b7 чорний пішак · f7 білий пішак · b6 чорний пішак · d6 білий ферзь · e6 білий кінь · b5 чорна тура · a4 чорний слон · g4 чорний пішак · c3 чорний ферзь · h3 білий слон · c2 біла тура · h2 білий слон | c8 чорний король · d8 білий кінь · f8 білий король · h8 біла тура · a7 чорна тура · b7 чорний пішак · f7 білий пішак · b6 чорний пішак · d6 білий ферзь · e6 білий кінь · b5 чорна тура · a4 чорний слон · g4 чорний пішак · c3 чорний ферзь · h3 білий слон · c2 біла тура · h2 білий слон | 7 |
| 6 | c8 чорний король · d8 білий кінь · f8 білий король · h8 біла тура · a7 чорна тура · b7 чорний пішак · f7 білий пішак · b6 чорний пішак · d6 білий ферзь · e6 білий кінь · b5 чорна тура · a4 чорний слон · g4 чорний пішак · c3 чорний ферзь · h3 білий слон · c2 біла тура · h2 білий слон | c8 чорний король · d8 білий кінь · f8 білий король · h8 біла тура · a7 чорна тура · b7 чорний пішак · f7 білий пішак · b6 чорний пішак · d6 білий ферзь · e6 білий кінь · b5 чорна тура · a4 чорний слон · g4 чорний пішак · c3 чорний ферзь · h3 білий слон · c2 біла тура · h2 білий слон | c8 чорний король · d8 білий кінь · f8 білий король · h8 біла тура · a7 чорна тура · b7 чорний пішак · f7 білий пішак · b6 чорний пішак · d6 білий ферзь · e6 білий кінь · b5 чорна тура · a4 чорний слон · g4 чорний пішак · c3 чорний ферзь · h3 білий слон · c2 біла тура · h2 білий слон | c8 чорний король · d8 білий кінь · f8 білий король · h8 біла тура · a7 чорна тура · b7 чорний пішак · f7 білий пішак · b6 чорний пішак · d6 білий ферзь · e6 білий кінь · b5 чорна тура · a4 чорний слон · g4 чорний пішак · c3 чорний ферзь · h3 білий слон · c2 біла тура · h2 білий слон | c8 чорний король · d8 білий кінь · f8 білий король · h8 біла тура · a7 чорна тура · b7 чорний пішак · f7 білий пішак · b6 чорний пішак · d6 білий ферзь · e6 білий кінь · b5 чорна тура · a4 чорний слон · g4 чорний пішак · c3 чорний ферзь · h3 білий слон · c2 біла тура · h2 білий слон | c8 чорний король · d8 білий кінь · f8 білий король · h8 біла тура · a7 чорна тура · b7 чорний пішак · f7 білий пішак · b6 чорний пішак · d6 білий ферзь · e6 білий кінь · b5 чорна тура · a4 чорний слон · g4 чорний пішак · c3 чорний ферзь · h3 білий слон · c2 біла тура · h2 білий слон | c8 чорний король · d8 білий кінь · f8 білий король · h8 біла тура · a7 чорна тура · b7 чорний пішак · f7 білий пішак · b6 чорний пішак · d6 білий ферзь · e6 білий кінь · b5 чорна тура · a4 чорний слон · g4 чорний пішак · c3 чорний ферзь · h3 білий слон · c2 біла тура · h2 білий слон | c8 чорний король · d8 білий кінь · f8 білий король · h8 біла тура · a7 чорна тура · b7 чорний пішак · f7 білий пішак · b6 чорний пішак · d6 білий ферзь · e6 білий кінь · b5 чорна тура · a4 чорний слон · g4 чорний пішак · c3 чорний ферзь · h3 білий слон · c2 біла тура · h2 білий слон | 6 |
| 5 | c8 чорний король · d8 білий кінь · f8 білий король · h8 біла тура · a7 чорна тура · b7 чорний пішак · f7 білий пішак · b6 чорний пішак · d6 білий ферзь · e6 білий кінь · b5 чорна тура · a4 чорний слон · g4 чорний пішак · c3 чорний ферзь · h3 білий слон · c2 біла тура · h2 білий слон | c8 чорний король · d8 білий кінь · f8 білий король · h8 біла тура · a7 чорна тура · b7 чорний пішак · f7 білий пішак · b6 чорний пішак · d6 білий ферзь · e6 білий кінь · b5 чорна тура · a4 чорний слон · g4 чорний пішак · c3 чорний ферзь · h3 білий слон · c2 біла тура · h2 білий слон | c8 чорний король · d8 білий кінь · f8 білий король · h8 біла тура · a7 чорна тура · b7 чорний пішак · f7 білий пішак · b6 чорний пішак · d6 білий ферзь · e6 білий кінь · b5 чорна тура · a4 чорний слон · g4 чорний пішак · c3 чорний ферзь · h3 білий слон · c2 біла тура · h2 білий слон | c8 чорний король · d8 білий кінь · f8 білий король · h8 біла тура · a7 чорна тура · b7 чорний пішак · f7 білий пішак · b6 чорний пішак · d6 білий ферзь · e6 білий кінь · b5 чорна тура · a4 чорний слон · g4 чорний пішак · c3 чорний ферзь · h3 білий слон · c2 біла тура · h2 білий слон | c8 чорний король · d8 білий кінь · f8 білий король · h8 біла тура · a7 чорна тура · b7 чорний пішак · f7 білий пішак · b6 чорний пішак · d6 білий ферзь · e6 білий кінь · b5 чорна тура · a4 чорний слон · g4 чорний пішак · c3 чорний ферзь · h3 білий слон · c2 біла тура · h2 білий слон | c8 чорний король · d8 білий кінь · f8 білий король · h8 біла тура · a7 чорна тура · b7 чорний пішак · f7 білий пішак · b6 чорний пішак · d6 білий ферзь · e6 білий кінь · b5 чорна тура · a4 чорний слон · g4 чорний пішак · c3 чорний ферзь · h3 білий слон · c2 біла тура · h2 білий слон | c8 чорний король · d8 білий кінь · f8 білий король · h8 біла тура · a7 чорна тура · b7 чорний пішак · f7 білий пішак · b6 чорний пішак · d6 білий ферзь · e6 білий кінь · b5 чорна тура · a4 чорний слон · g4 чорний пішак · c3 чорний ферзь · h3 білий слон · c2 біла тура · h2 білий слон | c8 чорний король · d8 білий кінь · f8 білий король · h8 біла тура · a7 чорна тура · b7 чорний пішак · f7 білий пішак · b6 чорний пішак · d6 білий ферзь · e6 білий кінь · b5 чорна тура · a4 чорний слон · g4 чорний пішак · c3 чорний ферзь · h3 білий слон · c2 біла тура · h2 білий слон | 5 |
| 4 | c8 чорний король · d8 білий кінь · f8 білий король · h8 біла тура · a7 чорна тура · b7 чорний пішак · f7 білий пішак · b6 чорний пішак · d6 білий ферзь · e6 білий кінь · b5 чорна тура · a4 чорний слон · g4 чорний пішак · c3 чорний ферзь · h3 білий слон · c2 біла тура · h2 білий слон | c8 чорний король · d8 білий кінь · f8 білий король · h8 біла тура · a7 чорна тура · b7 чорний пішак · f7 білий пішак · b6 чорний пішак · d6 білий ферзь · e6 білий кінь · b5 чорна тура · a4 чорний слон · g4 чорний пішак · c3 чорний ферзь · h3 білий слон · c2 біла тура · h2 білий слон | c8 чорний король · d8 білий кінь · f8 білий король · h8 біла тура · a7 чорна тура · b7 чорний пішак · f7 білий пішак · b6 чорний пішак · d6 білий ферзь · e6 білий кінь · b5 чорна тура · a4 чорний слон · g4 чорний пішак · c3 чорний ферзь · h3 білий слон · c2 біла тура · h2 білий слон | c8 чорний король · d8 білий кінь · f8 білий король · h8 біла тура · a7 чорна тура · b7 чорний пішак · f7 білий пішак · b6 чорний пішак · d6 білий ферзь · e6 білий кінь · b5 чорна тура · a4 чорний слон · g4 чорний пішак · c3 чорний ферзь · h3 білий слон · c2 біла тура · h2 білий слон | c8 чорний король · d8 білий кінь · f8 білий король · h8 біла тура · a7 чорна тура · b7 чорний пішак · f7 білий пішак · b6 чорний пішак · d6 білий ферзь · e6 білий кінь · b5 чорна тура · a4 чорний слон · g4 чорний пішак · c3 чорний ферзь · h3 білий слон · c2 біла тура · h2 білий слон | c8 чорний король · d8 білий кінь · f8 білий король · h8 біла тура · a7 чорна тура · b7 чорний пішак · f7 білий пішак · b6 чорний пішак · d6 білий ферзь · e6 білий кінь · b5 чорна тура · a4 чорний слон · g4 чорний пішак · c3 чорний ферзь · h3 білий слон · c2 біла тура · h2 білий слон | c8 чорний король · d8 білий кінь · f8 білий король · h8 біла тура · a7 чорна тура · b7 чорний пішак · f7 білий пішак · b6 чорний пішак · d6 білий ферзь · e6 білий кінь · b5 чорна тура · a4 чорний слон · g4 чорний пішак · c3 чорний ферзь · h3 білий слон · c2 біла тура · h2 білий слон | c8 чорний король · d8 білий кінь · f8 білий король · h8 біла тура · a7 чорна тура · b7 чорний пішак · f7 білий пішак · b6 чорний пішак · d6 білий ферзь · e6 білий кінь · b5 чорна тура · a4 чорний слон · g4 чорний пішак · c3 чорний ферзь · h3 білий слон · c2 біла тура · h2 білий слон | 4 |
| 3 | c8 чорний король · d8 білий кінь · f8 білий король · h8 біла тура · a7 чорна тура · b7 чорний пішак · f7 білий пішак · b6 чорний пішак · d6 білий ферзь · e6 білий кінь · b5 чорна тура · a4 чорний слон · g4 чорний пішак · c3 чорний ферзь · h3 білий слон · c2 біла тура · h2 білий слон | c8 чорний король · d8 білий кінь · f8 білий король · h8 біла тура · a7 чорна тура · b7 чорний пішак · f7 білий пішак · b6 чорний пішак · d6 білий ферзь · e6 білий кінь · b5 чорна тура · a4 чорний слон · g4 чорний пішак · c3 чорний ферзь · h3 білий слон · c2 біла тура · h2 білий слон | c8 чорний король · d8 білий кінь · f8 білий король · h8 біла тура · a7 чорна тура · b7 чорний пішак · f7 білий пішак · b6 чорний пішак · d6 білий ферзь · e6 білий кінь · b5 чорна тура · a4 чорний слон · g4 чорний пішак · c3 чорний ферзь · h3 білий слон · c2 біла тура · h2 білий слон | c8 чорний король · d8 білий кінь · f8 білий король · h8 біла тура · a7 чорна тура · b7 чорний пішак · f7 білий пішак · b6 чорний пішак · d6 білий ферзь · e6 білий кінь · b5 чорна тура · a4 чорний слон · g4 чорний пішак · c3 чорний ферзь · h3 білий слон · c2 біла тура · h2 білий слон | c8 чорний король · d8 білий кінь · f8 білий король · h8 біла тура · a7 чорна тура · b7 чорний пішак · f7 білий пішак · b6 чорний пішак · d6 білий ферзь · e6 білий кінь · b5 чорна тура · a4 чорний слон · g4 чорний пішак · c3 чорний ферзь · h3 білий слон · c2 біла тура · h2 білий слон | c8 чорний король · d8 білий кінь · f8 білий король · h8 біла тура · a7 чорна тура · b7 чорний пішак · f7 білий пішак · b6 чорний пішак · d6 білий ферзь · e6 білий кінь · b5 чорна тура · a4 чорний слон · g4 чорний пішак · c3 чорний ферзь · h3 білий слон · c2 біла тура · h2 білий слон | c8 чорний король · d8 білий кінь · f8 білий король · h8 біла тура · a7 чорна тура · b7 чорний пішак · f7 білий пішак · b6 чорний пішак · d6 білий ферзь · e6 білий кінь · b5 чорна тура · a4 чорний слон · g4 чорний пішак · c3 чорний ферзь · h3 білий слон · c2 біла тура · h2 білий слон | c8 чорний король · d8 білий кінь · f8 білий король · h8 біла тура · a7 чорна тура · b7 чорний пішак · f7 білий пішак · b6 чорний пішак · d6 білий ферзь · e6 білий кінь · b5 чорна тура · a4 чорний слон · g4 чорний пішак · c3 чорний ферзь · h3 білий слон · c2 біла тура · h2 білий слон | 3 |
| 2 | c8 чорний король · d8 білий кінь · f8 білий король · h8 біла тура · a7 чорна тура · b7 чорний пішак · f7 білий пішак · b6 чорний пішак · d6 білий ферзь · e6 білий кінь · b5 чорна тура · a4 чорний слон · g4 чорний пішак · c3 чорний ферзь · h3 білий слон · c2 біла тура · h2 білий слон | c8 чорний король · d8 білий кінь · f8 білий король · h8 біла тура · a7 чорна тура · b7 чорний пішак · f7 білий пішак · b6 чорний пішак · d6 білий ферзь · e6 білий кінь · b5 чорна тура · a4 чорний слон · g4 чорний пішак · c3 чорний ферзь · h3 білий слон · c2 біла тура · h2 білий слон | c8 чорний король · d8 білий кінь · f8 білий король · h8 біла тура · a7 чорна тура · b7 чорний пішак · f7 білий пішак · b6 чорний пішак · d6 білий ферзь · e6 білий кінь · b5 чорна тура · a4 чорний слон · g4 чорний пішак · c3 чорний ферзь · h3 білий слон · c2 біла тура · h2 білий слон | c8 чорний король · d8 білий кінь · f8 білий король · h8 біла тура · a7 чорна тура · b7 чорний пішак · f7 білий пішак · b6 чорний пішак · d6 білий ферзь · e6 білий кінь · b5 чорна тура · a4 чорний слон · g4 чорний пішак · c3 чорний ферзь · h3 білий слон · c2 біла тура · h2 білий слон | c8 чорний король · d8 білий кінь · f8 білий король · h8 біла тура · a7 чорна тура · b7 чорний пішак · f7 білий пішак · b6 чорний пішак · d6 білий ферзь · e6 білий кінь · b5 чорна тура · a4 чорний слон · g4 чорний пішак · c3 чорний ферзь · h3 білий слон · c2 біла тура · h2 білий слон | c8 чорний король · d8 білий кінь · f8 білий король · h8 біла тура · a7 чорна тура · b7 чорний пішак · f7 білий пішак · b6 чорний пішак · d6 білий ферзь · e6 білий кінь · b5 чорна тура · a4 чорний слон · g4 чорний пішак · c3 чорний ферзь · h3 білий слон · c2 біла тура · h2 білий слон | c8 чорний король · d8 білий кінь · f8 білий король · h8 біла тура · a7 чорна тура · b7 чорний пішак · f7 білий пішак · b6 чорний пішак · d6 білий ферзь · e6 білий кінь · b5 чорна тура · a4 чорний слон · g4 чорний пішак · c3 чорний ферзь · h3 білий слон · c2 біла тура · h2 білий слон | c8 чорний король · d8 білий кінь · f8 білий король · h8 біла тура · a7 чорна тура · b7 чорний пішак · f7 білий пішак · b6 чорний пішак · d6 білий ферзь · e6 білий кінь · b5 чорна тура · a4 чорний слон · g4 чорний пішак · c3 чорний ферзь · h3 білий слон · c2 біла тура · h2 білий слон | 2 |
| 1 | c8 чорний король · d8 білий кінь · f8 білий король · h8 біла тура · a7 чорна тура · b7 чорний пішак · f7 білий пішак · b6 чорний пішак · d6 білий ферзь · e6 білий кінь · b5 чорна тура · a4 чорний слон · g4 чорний пішак · c3 чорний ферзь · h3 білий слон · c2 біла тура · h2 білий слон | c8 чорний король · d8 білий кінь · f8 білий король · h8 біла тура · a7 чорна тура · b7 чорний пішак · f7 білий пішак · b6 чорний пішак · d6 білий ферзь · e6 білий кінь · b5 чорна тура · a4 чорний слон · g4 чорний пішак · c3 чорний ферзь · h3 білий слон · c2 біла тура · h2 білий слон | c8 чорний король · d8 білий кінь · f8 білий король · h8 біла тура · a7 чорна тура · b7 чорний пішак · f7 білий пішак · b6 чорний пішак · d6 білий ферзь · e6 білий кінь · b5 чорна тура · a4 чорний слон · g4 чорний пішак · c3 чорний ферзь · h3 білий слон · c2 біла тура · h2 білий слон | c8 чорний король · d8 білий кінь · f8 білий король · h8 біла тура · a7 чорна тура · b7 чорний пішак · f7 білий пішак · b6 чорний пішак · d6 білий ферзь · e6 білий кінь · b5 чорна тура · a4 чорний слон · g4 чорний пішак · c3 чорний ферзь · h3 білий слон · c2 біла тура · h2 білий слон | c8 чорний король · d8 білий кінь · f8 білий король · h8 біла тура · a7 чорна тура · b7 чорний пішак · f7 білий пішак · b6 чорний пішак · d6 білий ферзь · e6 білий кінь · b5 чорна тура · a4 чорний слон · g4 чорний пішак · c3 чорний ферзь · h3 білий слон · c2 біла тура · h2 білий слон | c8 чорний король · d8 білий кінь · f8 білий король · h8 біла тура · a7 чорна тура · b7 чорний пішак · f7 білий пішак · b6 чорний пішак · d6 білий ферзь · e6 білий кінь · b5 чорна тура · a4 чорний слон · g4 чорний пішак · c3 чорний ферзь · h3 білий слон · c2 біла тура · h2 білий слон | c8 чорний король · d8 білий кінь · f8 білий король · h8 біла тура · a7 чорна тура · b7 чорний пішак · f7 білий пішак · b6 чорний пішак · d6 білий ферзь · e6 білий кінь · b5 чорна тура · a4 чорний слон · g4 чорний пішак · c3 чорний ферзь · h3 білий слон · c2 біла тура · h2 білий слон | c8 чорний король · d8 білий кінь · f8 білий король · h8 біла тура · a7 чорна тура · b7 чорний пішак · f7 білий пішак · b6 чорний пішак · d6 білий ферзь · e6 білий кінь · b5 чорна тура · a4 чорний слон · g4 чорний пішак · c3 чорний ферзь · h3 білий слон · c2 біла тура · h2 білий слон | 1 |
|   | a | b | c | d | e | f | g | h |   |

FEN: 2kN1K1R/rp3P2/1p1QN3/1r6/b5p1/2q4B/2R4B/8
1. Ke7! ~ 2. Qb8, Qd7 #
1. ... Qc5 2. Sc6#, тема Гутгарта-2
- — - — - — -
1. ... Re5 2. Sc6#, тема Гутгарта-1
1. ... g3   2. Sc5#, тема Гутгарта-1